# Patalahti
Patalahti är en sjö i kommunen Jämsä i landskapet Mellersta Finland i Finland. Sjön ligger 78,6 meter över havet. Arean är 2,08 kvadratkilometer och strandlinjen är 17,23 kilometer lång. Sjön  ingår i Kymmene älvs huvudavrinningsområde.   Den ligger omkring 45 kilometer sydväst om Jyväskylä och omkring 190 kilometer norr om Helsingfors. 
I sjön finns öarna Yijälänsaari och Pellavassaari. Väster om Patalahti ligger Ahvenlammi och Särkijärvi. 